# 辛尼斯Ulf
辛尼斯狼隊（Sandnes Ulf）是挪威的一家足球俱樂部，主場位於桑內斯，球隊現時參與挪威足球甲级联赛。

## 簡歷
球隊1911年成立，起初名為狼體育俱樂部（Sportsklubben Ulf）。球隊長期以來於低級別賽事浮沉。
1997年，辛尼斯的11家足球會希望該市能有一支能在頂級聯賽作賽的球隊，於是合併成立辛尼斯足球會（Sandnes Fotballklubb）。2004年，辛尼斯足球會併入狼體育俱樂部，合併後的球隊也隨之更名為辛尼斯狼隊（Sandnes Ulf）。球會曾於2012年升班至挪超，但礙於財力有限，球隊只能長期處於保級區，2014年球季更是在整個賽季中一直處於榜尾，最終降班到挪甲。